# Thaumetopoea renegata
Thaumetopoea renegata är en fjärilsart som beskrevs av Dahl. 1925. Thaumetopoea renegata ingår i släktet Thaumetopoea och familjen tandspinnare. Inga underarter finns listade i Catalogue of Life.